# Латвійський провулок (Київ)
Латві́йський прову́лок — зниклий провулок, що існував у Московському, нині Голосіївському районі міста Києва, місцевість Саперна слобідка. Провулок пролягав від Феодосійської вулиці до Стратегічного шосе.

## Історія
Виник у 10-х роках XX століття, найімовірніше, під назвою Іванівська вулиця. Назву Латвійський провулок отримав у 1950–60-х роках, від Латвійської вулиці, що пролягала поруч. Ліквідований у зв'язку зі знесенням частини малоповерхової забудови на початку 1980-х років.